# Урбе
Урбе (итал. Urbe) је насеље у Италији у округу Савона, региону Лигурија.
Према процени из 2011. у насељу је живело 869 становника. Насеље се налази на надморској висини од 562 м.

## Становништво
Према резултатима пописа становништва 2011. у општини је живело 769 становника.
| 1931. | 1936. | 1951. | 1961. | 1971. | 1981. | 1991. | 2001. | 2011. |
| ----- | ----- | ----- | ----- | ----- | ----- | ----- | ----- | ----- |
| 2.265 | 1.813 | 1.837 | 1.503 | 1.233 | 1.020 | 820   | 869   | 769   |